# Транспозиция органов
Транспозиция внутренних органов (лат. situs inversus) (также называемая зеркальным [обратным] расположением внутренних органов) — редкий вариант биологической аномалии, в котором основные внутренние органы имеют зеркальное расположение по сравнению с обычным нормальным положением: верхушка сердца обращена вправо (то есть сердце находится с правой стороны), печень расположена слева, желудок — справа.
Обычное нормальное расположение органов на латыни называется situs solitus. В редких случаях встречается неопределённое положение внутренних органов, которое называется гетеротаксия, или situs ambiguous (биологическая нормальность гетеротаксии [в отличие от situs solitus и situs inversus] уже спорна).
Транспозиция бывает:
- полная (тотальная) — зеркально расположены все органы;
- частичная — зеркально располагаются только один или несколько органов.

## Термин
Термин situs inversus — короткая форма лат. situs inversus viscerum «перевернутое расположение внутренностей (внутренних органов)». Декстрокардия (лат. dextrocardia) — состояние, при котором верхушка сердца обращена вправо, впервые была описана Марко Северино (англ. Marco Severino) в 1643 году. Однако состояние situs invertus было первый раз описано более века спустя Мэтью Бэйли (англ. Matthew Baillie).
Распространение транспозиции внутренних органов варьируется в различных группах населения Земли, но встречается не чаще, чем у 1 из 10 тыс. человек.

## Анатомическое строение
Данное анатомическое состояние затрагивает все главные органы в пределах грудной клетки и живота. Вообще, органы просто расположены в зеркальном отражении. Сердце расположено по середине грудной клетки со смещением в левую сторону грудной клетки, желудок и селезёнка — в правой стороне живота, а печень и желчный пузырь — слева. Трёхдольным (лат. trilobed) является левое лёгкое, двудольным (лат. bilobed) — правое лёгкое.
Кровеносные сосуды, нервы, лимфатические сосуды и кишечник так же расположены зеркально.
Если сердце расположено в правой части грудной клетки, то такое состояние называется транспозицией внутренних органов с декстрокардией (лат. dextrocardia), или situs inversus totalis. Если при транспозиции сердце остаётся в левой стороне грудной клетки, что встречается намного реже (1 из 22 тыс. случаев situs inversus), то такое состояние называется транспозицией внутренних органов с левокардией (лат. levocardia), или situs inversus incompletus. Транспозиция внутренних органов с левокардией, или декстрокардия без транспозиции, уже есть врождённый дефект, причём, довольно опасный, тогда как транспозиция внутренних органов с декстрокардией биологически всё же нормальна.

## Значение в жизни
При отсутствии врождённых пороков сердца люди с транспозицией внутренних органов могут вести нормальный образ жизни без любых осложнений, связанных со своим медицинским состоянием.
В 5—10 % случаев у людей, имеющих situs inversus totalis, встречаются пороки сердца, выраженные в неправильном расположении крупных сердечных сосудов. При транспозиции внутренних органов с левокардией пороки сердца наблюдаются в 95 % случаев. Встречаемость названных дефектов есть результат неполной генетической совместимости людей с situs inversus totalis с людьми с обычным расположением внутренних органов.
То есть если, например, человек с situs inversus totalis вступает в брак с человеком противоположного пола с обычным расположением органов, то брачующиеся рискуют родить детей с названными дефектами.
Декстрокардия встречается у некоторых людей с синдромом Патау (трисомия по 13-й хромосоме), в то время как остальные органы расположены обычным образом.
Многие люди с транспозицией внутренних органов не осознают свою необычную анатомию, пока не столкнутся с медицинским обследованием по не связанным с транспозицией причинам. Зеркальное расположение органов может привести к небольшому замешательству, так как большинство признаков и симптомов будут находиться на «неправильной» стороне. Например, если у человека с транспозицией разовьётся аппендицит, то он будет жаловаться на боль в левой стороне нижней части брюшной полости, так как именно в этом месте у него и находится аппендикс. Следовательно, при возникновении заболевания знание того, что человек имеет транспозицию внутренних органов, может ускорить установление верного диагноза.
Транспозиция также усложняет операции по трансплантации внутренних органов, поскольку донором фактически наверняка будет человек с обычным расположением внутренних органов (situs solitus). Поскольку сердце и печень не симметричны, возникают геометрические проблемы при помещении органа в полость, сформированную в зеркальном отображении. Например, человек с транспозицией, нуждающийся в пересадке сердца, нуждается в пересадке всех кровеносных сосудов донорского сердца. Однако ориентация этих сосудов у человека с транспозицией полностью противоположна таковой у человека с situs solitus и требует последовательных шагов к присоединению кровеносных сосудов должным образом.

## Синдром Картагенера
Приблизительно 25 % людей с situs inversus имеют основной диагноз «первичная цилиарная дискинезия» (ПЦД). ПЦД — дисфункция ресничек, которая проявляется во время эмбриональной фазы развития (эмбриогенеза). Нормально функционирующие реснички определяют расположение внутренних органов в процессе раннего эмбрионального развития, следовательно, люди с ПЦД имеют 50%-й шанс на развитие у них транспозиции внутренних органов. Приблизительно у половины больных ПЦД наблюдается синдром Картагенера, который характеризуется триадой признаков: транспозиция внутренних органов, хронический синусит и бронхоэктазы. Реснички также ответственны за ток слизи в лёгких, вследствие чего нарушается очищение дыхательных путей от бактерий. Мужчины с диагнозом ПЦД обычно страдают бесплодием, так как функция ресничек, являющихся жгутиками сперматозоидов и отвечающих за их подвижность, является также нарушенной.
Однако транспозицию внутренних органов, вызванную синдромом Картагенера, не следует путать с естественной транспозицией органов, являющейся редким, но вариантом нормальной анатомии человека.

## Транспозиция внутренних органов у животных
Большинство брюхоногих моллюсков, в том числе виноградные улитки, обычно имеют правозакрученную раковину. Частота виноградных улиток с «левой» раковиной оценивается примерно как 1:10 000—1:1 000 000. Сердце, дыхательные и половые пути у них тоже расположены с другой стороны. Такие особи известны как «короли улиток».